# 断口
断口（だんこう、fracture）は、鉱物の割れ口のこと。

## 概要
鉱物に衝撃を加えたとき、劈開面とは違う方向に割れるもの。劈開とは違って不規則な割れ目だが、不規則ではあっても鉱物によって特徴的な割れ方をするため、鉱物を見分ける目安になる。
劈開が明瞭な鉱物は断口が少なく、逆に劈開が不明瞭な鉱物は断口が多い。
次のようなものがある。
- 貝殻状
- 土状
- 針状
- 多片状
- 不平坦（鋸刃状）
- 平坦

## 例

### 貝殻状

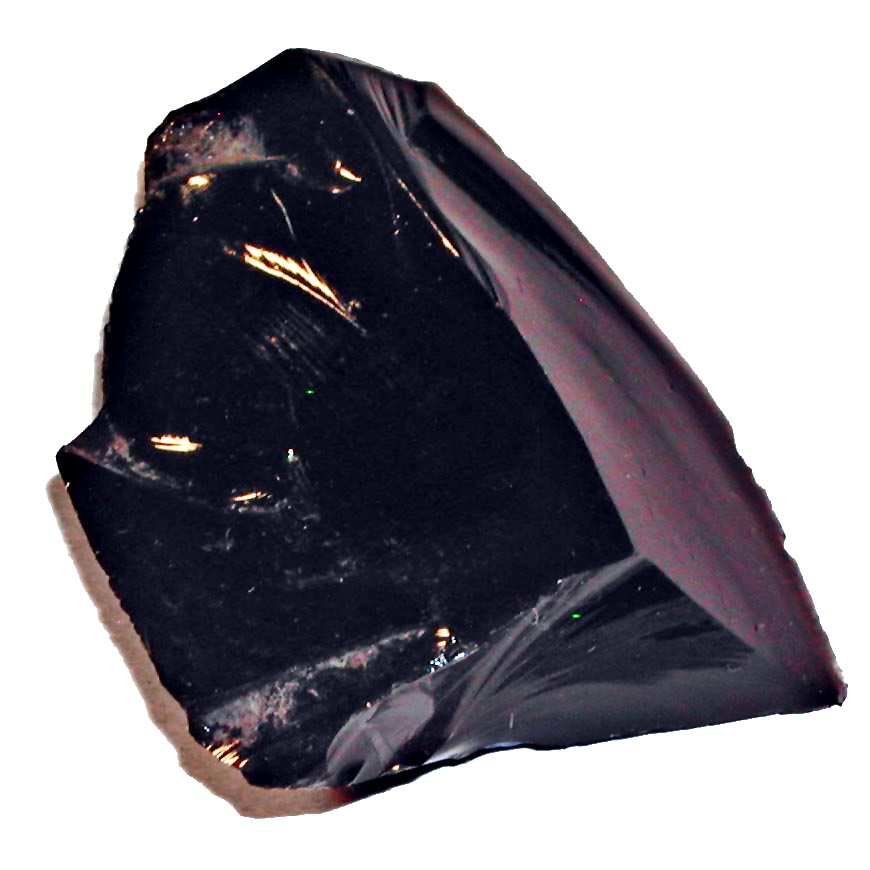
黒曜石

貝殻状断口（Conchoidal fracture）は、割れ口が同心円の波紋状になっているもの。二枚貝の貝殻に似ている。燧石、オパール、黒曜石など、アモルファスやきめの細かい鉱物でこのような断口となるが、石英のように結晶構造を持つ鉱物でもこのような断口を見せるものがある。亜貝殻状断口（Subconchoidal fractureIt）は貝殻状断口とよく似ているが、曲率が弱い。 (注：黒曜石は火成岩であって鉱物ではないが、見てのとおり解りやすい貝殻状断口を示す)

### 土状

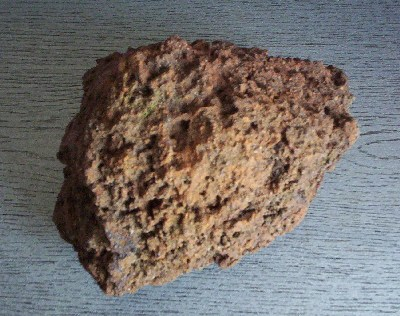
褐鉄鉱

土状断口（Earthy fracture）は割れ口が土の塊のようになっているもの。褐鉄鉱、カオリナイト、クリソタイルなど、分子が緩やかに結合したものでこのような断口となる。

### 針状

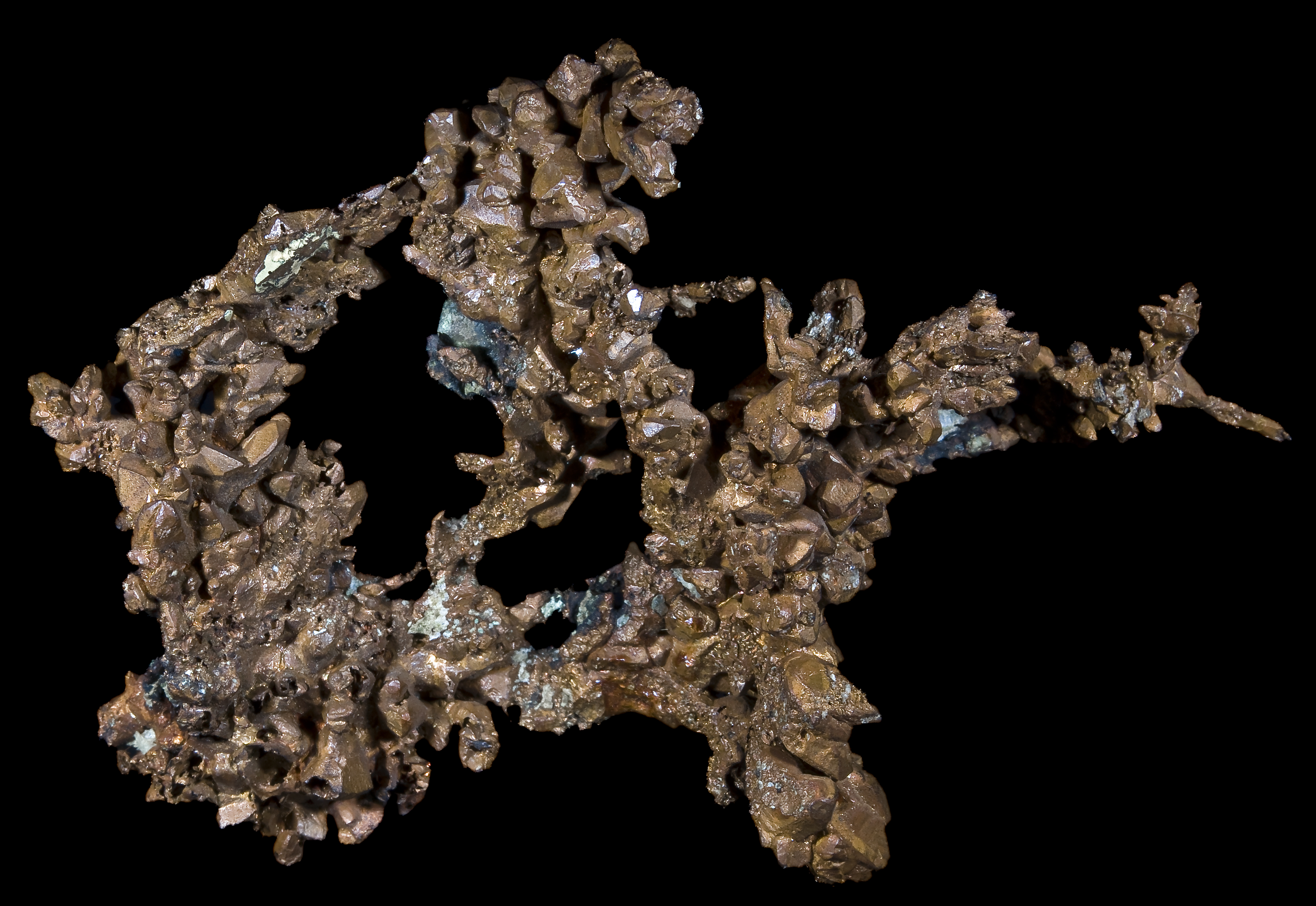
自然銅

針状断口（Hackly fracture または Jagged fracture)は割れ口に鋭い針のような突起が見られるもの。これは金属が切断されたとき（金属疲労）に見られ、特に自然銅や自然銀のような自然金属によく見られる。

### 多片状

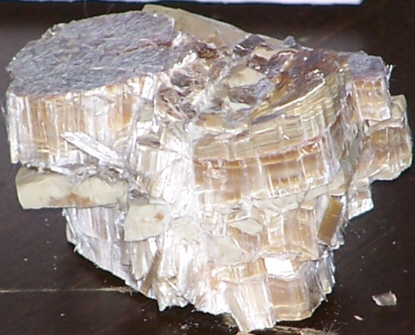
クリソタイル

多片状断口（Splintery fracture）は、割れ口に板を踏み割ったような片状の突起が不規則に見られるもの。特にクリソタイルのような繊維状の鉱物にみられるが、藍晶石のように普通の鉱石でも見られるものがある。

### 不平坦状

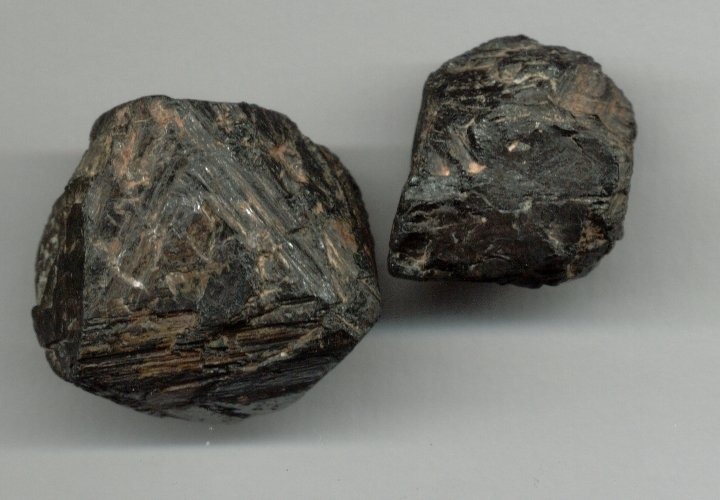
磁鉄鉱

不平坦状断口（Uneven fracture）または鋸刃状断口は、割れ口がザラザラで凸凹しているもの。硫砒鉄鉱、黄鉄鉱、磁鉄鉱などかなり多くの鉱物で見られる。

### 平坦状

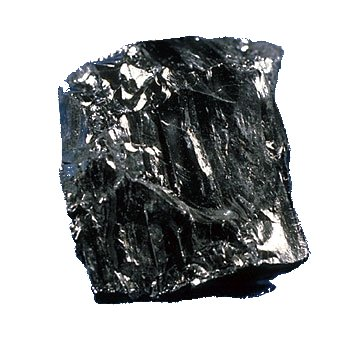
石炭

平坦状断口（Even fracture）は、割れ口がほとんど平坦なもの。石炭、硬石膏など。